# 青海棱子芹
青海棱子芹（学名：Pleurospermum szechenyii）为伞形科棱子芹属的植物，是中国的特有植物。分布在中国大陆的青海、甘肃等地，生长于海拔3,700米至4,200米的地区，见于山坡草地，目前尚未由人工引种栽培。